# HMS Impulsive (D11)
HMS Impulsive (D11) là một tàu khu trục lớp I được Hải quân Hoàng gia Anh Quốc chế tạo ngay trước Chiến tranh Thế giới thứ hai, và đã phục vụ cho đến khi xung đột kết thúc. Nó bị bán để tháo dỡ vào năm 1946.

## Thiết kế và chế tạo
Impulsive được đặt hàng vào ngày 30 tháng 10 năm 1935 cho hãng J. Samuel White and Company tại Cowes trong Chương trình Chế tạo Hải quân 1935. Nó được đặt lườn vào tháng 3 năm 1936, được hạ thủy vào ngày 1 tháng 3 năm 1937, và nhập biên chế cùng Hải quân Hoàng gia Anh vào ngày 29 tháng 1 năm 1938.
Impulsive có trọng lượng choán nước tiêu chuẩn 1.370 tấn Anh (1.390 t), và lên đến 1.888 tấn Anh (1.918 t) khi đầy tải. Con tàu có chiều dài chung 323 foot (98,5 m), mạn thuyền rộng 33 foot (10,1 m) và chiều sâu của mớn nước là 12 foot 5 inch (3,8 m). Nó được cung cấp động lực bởi hai turbine hơi nước hộp số Parsons, dẫn động hai trục chân vịt, cung cấp một công suất tổng cộng 34.000 mã lực càng (25.000 kW) và cho phép có được tốc độ tối đa 36 hải lý trên giờ (67 km/h; 41 mph). Hơi nước được cung cấp cho các turbine bởi ba nồi hơi ống nước Admiralty 3 nồi. Nó mang theo tổng cộng 470 tấn Anh (480 t) dầu đốt, cho phép một tầm xa hoạt động 5.530 hải lý (10.240 km; 6.360 mi) khi di chuyển ở tốc độ đường trường 15 hải lý trên giờ (28 km/h; 17 mph). Thủy thủ đoàn của con tàu gồm 145 sĩ quan và thủy thủ trong thời bình.
Con tàu được trang bị bốn khẩu pháo QF 4,7 in (120 mm) Mk. IX 45-calibre trên các bệ nòng đơn. Cho mục đích phòng không, Impulsive có hai khẩu đội súng máy Vickers 0,5 inch (12,7 mm) Mk.I bốn nòng. Nó còn có hai dàn 5 ống phóng ngư lôi trên mặt nước dành cho ngư lôi 21 in (530 mm). Một đường ray thả mìn sâu cùng hai máy phóng được trang bị, và ban đầu có 30 quả mìn sâu được mang theo, nhưng được tăng lên 35 quả không lâu sau khi chiến tranh nổ ra.

## Lịch sử hoạt động
Impulsive đã phục vụ trong suốt cuộc chiến tranh cho đến khi xung đột kết thúc. Vào ngày 16 tháng 9 năm 1942, nó đã tấn công và đánh chìm tàu ngầm U-boat Đức U-457 trong biển Barents về phía Đông Bắc Murmansk, Nga, ở tọa độ 72°05′B 43°15′Đ / 72,083°B 43,25°Đ.
Sau khi chiến tranh, nó bị bán cho hãng W. H. Arnott, Young and Company, Ltd. vào ngày 22 tháng 1 năm 1946 và bị tháo dỡ tại Sunderland.